# Desert Passage
Desert Passage è un film del 1952 diretto da Lesley Selander.
È un western statunitense con Tim Holt, Joan Dixon e Walter Reed.

## Produzione
Il film, diretto da Lesley Selander su una sceneggiatura di Norman Houston, fu prodotto da Herman Schlom per la RKO Radio Pictures e girato nell'Iverson Ranch a Chatsworth, nel Walker Ranch a Newhall, ad Agoura e nel Russell Ranch a New Cuyama, in California, dal 27 novembre all'inizio di dicembre 1951. Fu l'ultimo film della RKO con Holt.

## Distribuzione
Il film fu distribuito negli Stati Uniti dal 1952 al cinema dalla RKO Radio Pictures.
Altre distribuzioni:
- in Brasile (Diligência Marcada)
- in Spagna (Camino del desierto)

## Promozione
Le tagline sono:
- Gun-Storm Thunders Over Stolen Bank Cash!
- DESPERATE GUN GAME - WHERE ONLY THE WINNER WALKS AWAY! Tim and Chito trap border's biggest bank crooks
- $100,000 IN STOLEN CASH - AND FIVE MEN TO FIGHT! Tim and Chito's tightest squeeze, as stage-line pals, move in on the side of a pretty girl worth all the fight!